# Shin Megami Tensei IV
Shin Megami Tensei IV é um jogo eletrônico de RPG desenvolvido pela Atlus para o Nintendo 3DS. É um jogo da série Shin Megami Tensei, que faz parte da franquia Megami Tensei. Foi lançado em maio e julho de 2013 no Japão e América do Norte, respectivamente, e lançado na Europa em outubro de 2014. A jogabilidade é remanescente de jogos anteriores de Shin Megami Tensei, carregando o sistema de batalha Press Turn por turnos, onde jogador e inimigos lutam e exploram fraquezas, permitindo ambos os lados a ganharem turnos adicionais ou perdê-los.
A história se concentra em Flynn, um samurai que protege o medieval Reino de Mikado de ataques de demônios hostis. Quando uma misteriosa Samurai Negra começa a transformar a população em demônios, Flynn, junto de três companheiros, é enviado para capturá-la. A perseguição da Samurai Negra arrasta Flynn e seus companheiros para uma revelação surpreendente e uma luta pelo poder entre as forças angelicais e demoníacas do mundo.
O desenvolvimento do jogo começou após a conclusão de Shin Megami Tensei: Strange Journey [en], com a equipe de desenvolvedores decidindo fazer um quarto título numerado na série com base em pedidos de fãs. A equipe pretendia evocar o estilo e a sensação do Shin Megami Tensei [en] original. Os personagens principais e alguns demônios foram desenhados por Masayuki Doi, anteriormente conhecido por seu trabalho na série Trauma Center, mudando do veterano artista da série, Kazuma Kaneko, cujas artes de demônios ainda são apresentadas ao lado de uma série de designs de demônios feitos por artistas convidados. O jogo estreou com fortes vendas no Japão e foi um dos jogos mais vendidos do ano. A recepção foi geralmente positiva no Japão e no Ocidente.

## Jogabilidade

Uma batalha, mostrando os inimigos (tela superior), o grupo controlado pelo jogador (tela inferior) e o sistema Press Turn em ação

Shin Megami Tensei IV coloca o jogador no controle do samurai Flynn. A navegação ocorre tanto na perspectiva de terceira pessoa com ambientes renderizados em 3D quanto num overworld 2D. No overworld, os ícones representam o grupo do jogador e os demônios inimigos. As batalhas ocorrem em uma perspectiva em primeira pessoa, com o inimigo visível na tela superior e status e comandos do grupo na tela inferior. Assim como em outros jogos de RPG, o personagem fica mais forte e avança ao completar missões; ele também ganha macca, a moeda do jogo, usada para comprar itens e equipamentos. Algumas missões estão relacionadas à história principal e são obrigatórias, enquanto outras são opcionais. Caso o jogador seja derrotado, ele pode retornar ao jogo gastando sua macca. As Nintendo Play Coins do Nintendo 3DS podem ser usadas no lugar de macca. Morrer repetidamente desbloqueia um modo fácil: neste modo, o jogador pode fugir de batalhas se preferir.
Inimigos vagam pelos ambientes que Flynn explora. Uma batalha começa quando Flynn atinge um inimigo (concedendo uma vantagem ao jogador), um inimigo ataca Flynn pelo lado ou por trás (concedendo vantagem ao inimigo) ou quando ambos se encontram de frente. Na batalha, o jogador controla Flynn e três demônios, com um personagem humano de suporte controlado pela IA. Durante a batalha, as ações do jogador e do inimigo são baseadas no sistema Press Turn baseado em turnos, um sistema de batalha herdado dos títulos anteriores da série Shin Megami Tensei. O sistema gira em torno da exploração de fraquezas físicas ou elementares: se um personagem atinge o ponto fraco de outro personagem ou desfere um ataque crítico, o grupo ganha um turno extra, enquanto se o ataque for absorvido ou bloqueado, eles perdem o turno. Se um personagem atinge uma fraqueza ou recebe um ataque crítico, há uma chance de entrar no status "Smirk" (lit. sorrir com desdém), que aumenta temporariamente o dano de um personagem, elimina suas fraquezas elementares e dá a ele uma alta probabilidade de se esquivar de ataques.
Outros sistemas que continuam a partir de entradas anteriores da série são o Recrutamento de Demônios e a Fusão de Demônios. Para recrutar demônios, o jogador inicia uma conversa com um demônio ao invés de lutar contra ele e deve negociar por seus serviços: essas negociações podem envolver bajulação, suborno ou ameaças. Cerca de 400 demônios estão disponíveis para serem recrutados. A Fusão de Demônios permite ao jogador pegar dois demônios e fundi-los em uma nova forma, concedendo-a novas habilidades. Durante a fusão, o jogador pode escolher quais habilidades serão mantidas e quais serão descartadas. O histórico da fusão de um demônio é registrado para o jogador examinar posteriormente no jogo. Negociação e Fusões também concedem pontos de experiência para o jogador. Alguns demônios mudam de forma por conta própria sem precisar de fusão; em vez disso, eles sobem de nível com experiência em batalha. À medida que Flynn sobe de nível, novas fusões ficam disponíveis. Demônios recrutados ensinam novas habilidades a Flynn. Usando o sistema StreetPass do Nintendo 3DS, os jogadores podem trocar demônios.

## Enredo

### Contexto e personagens

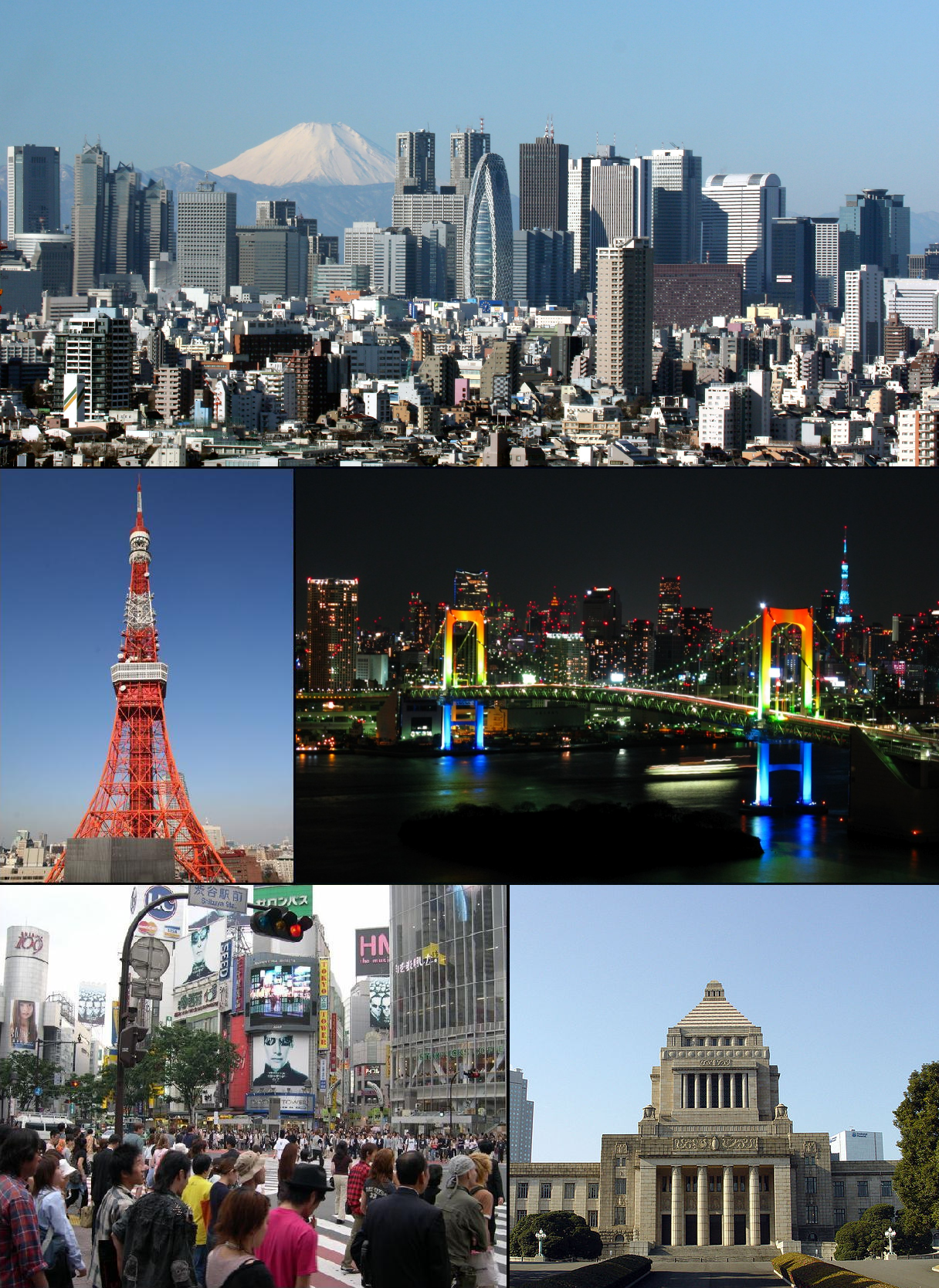
Grande parte do jogo passa-se em Tóquio. A montagem mostra diversos lugares que o jogador pode visitar. Do canto superior esquerdo: Shinjuku, Torre de Tóquio, Rainbow Bridge, Shibuya e o Parlamento do Japão.

Shin Megami Tensei IV ocorre em um mundo separado do resto dos jogos Shin Megami Tensei, embora demônios e outros elementos recorrentes estejam presentes. Os dois locais principais da trama são o Reino Oriental de Mikado — uma sociedade feudal inspirada na Europa medieval — que é secretamente controlada por anjos; e Tóquio, uma cidade da era moderna cercada por uma cúpula rochosa e invadida por demônios. Antes dos eventos do jogo, quando Tóquio se tornou uma fortaleza demoníaca e foi ameaçada de destruição por anjos, um membro da Força Contra-Demônios de Tóquio domou o Deus Masakado (マサカド) , fundindo-se com ele para criar a cúpula protetora sobre Tóquio. Mikado é construída na superfície da cúpula. Depois que a cúpula é criada, apenas vinte anos se passam em Tóquio, enquanto mais de mil anos se passam no Reino de Mikado. Restos da tecnologia de Tóquio, estudados pela igreja de Mikado como "relíquias místicas", permanecem espalhados por todo o país.[carece de fontes?]
O jogador controla um samurai que é a reencarnação do salvador de Tóquio. Seu nome padrão é Flynn (フリン, Furin) : assim como os protagonistas anteriores de Megami Tensei, ele é um personagem silencioso, com suas ações e atitudes determinadas pelo jogador. Três outros personagens acompanham Flynn em sua jornada, representando os três principais alinhamentos morais do jogo. Eles são Jonathan (ヨナタン, Yonatan), representando a Lei; Walter (ワルター, Warutā) , representando o Caos; e Isabeau (イザボー, Izabō), representando a Neutralidade. Outros personagens importantes incluem Burroughs (バロウズ, Barouzu), a assistente IA de Flynn; Lilith (リリス, Ririsu), uma poderosa demônia de Tóquio; e Issachar (イサカル, Isakaru), um amigo de infância de Flynn.[carece de fontes?]

### História
Shin Megami Tensei IV começa com Flynn e seu amigo Issachar viajando para o Castelo de Mikado para fazer um teste para saber se eles são dignos de se tornar samurais,  guardiões que confrontam e controlam demônios. Issachar falha, mas Flynn consegue, junto de outros candidatos, incluindo Walter, Jonathan e Isabeau. Os novos aprendizes de samurai recebem manoplas eletrônicas contendo IAs : a IA de Flynn, Burroughs, o apóia ao longo do jogo com conselhos. Pouco depois de suas iniciações como samurais, a agitação aumenta no campo quando uma figura que se autodenomina "Samurai Negra" distribui livros escritos para espalhar "conhecimento e sabedoria"; alguns residentes de Mikado, incluindo Issachar, são transformados em demônios após a leitura dos livros em reuniões chamadas "Sabás". Os samurais são enviados para enfrentar os demônios e a Samurai Negra.[carece de fontes?] Depois de restaurarem a ordem em Mikado e matarem Issachar, os samurais são instruídos a persegui-la até a lendária terra que fica abaixo de Mikado, Tóquio. Os samurais descem um túnel que leva ao topo de um arranha-céu; eles descobrem que Tóquio é uma cidade coberta por uma cúpula de rocha que a envolveu na noite eterna, enquanto Mikado repousa sobre a superfície da cúpula.[carece de fontes?]
A equipe explora Tóquio em busca ds Samurai Negra, enfrentando uma variedade de inimigos: os demônios que infestam Tóquio; os Ashura-kai, uma organização yakuza que governa a cidade e fornece uma aparência de ordem; e o Anel de Gaea, um culto dedicado à sua líder Yuriko. O grupo descobre que a Samurai Negra era Yuriko, um demônio cujo nome verdadeiro é Lilith, e que ela procurou trazer o caos ao Reino Oriental de Mikado e minar sua estrutura estagnada e ordenada. Por ordem da Irmã Gabby, membra da igreja de Mikado, o grupo resgata Uriel, Raphael e Michael de Tóquio; Gabby mais tarde revela ser Gabriel. Walter é convencido por Yuriko de que o Ashura-kai deve ser derrotado e mais demônios soltos em Tóquio, enquanto Jonathan é convencido por Gabby de que Lilith deve ser morta. Flynn pode apoiar Walter ou Jonathan, mas independentemente de sua escolha, ambos são bem-sucedidos: tanto o Anel de Gaea de Lilith quanto o Ashura-kai são derrotados e os demônios são liberados em Tóquio através do reator Yamato, uma fonte de energia que conecta dimensões paralelas. Flynn, Jonathan e Walter exploram duas linhas do tempo diferentes de Tóquio: uma onde a lei domina e outra onde o caos reina supremo. Em ambas, a encarnação anterior de Flynn foi morta.[carece de fontes?]
Depois de ver os mundos alternativos, uma pontuação baseada nas escolhas morais de Flynn ao longo do jogo decide se o jogador está no caminho da Lei, no caminho do Caos ou no caminho Neutro. Além disso, o jogador sempre tem a opção de destruir o mundo a mando dos The White, personificações do desespero humano que desejam o esquecimento completo. Jonathan se alia aos arcanjos, os "novos líderes" de Mikado, e se fundem na Merkabah, a carruagem de Deus. Walter se alia e se funde com Lúcifer, o demônio mais poderoso; eles procuram destruir Mikado. Se Flynn ficar do lado da Lei, ele e Merkabah derrotam Lúcifer. A fim de evitar mais corrupção do povo de Mikado, eles destroem Tóquio, matando-se no processo. Se Flynn ficar do lado do Caos, ele e Lúcifer derrotam Merkabah. Depois de destruir Mikado, os dois iniciam uma nova guerra contra Deus. Nas rotas da Lei e do Caos, Isabeau retorna para impedir Flynn em nome da humanidade, mas depois que ele a derrota, ela comete suicídio. Na rota neutra, Flynn e Isabeau unem forças contra Merkabah e Lúcifer, contando com a ajuda de Masakado contra eles. Após a derrota de Merkabah, Isabeau evacua a população de Mikado para Tóquio. Depois que Flynn derrota Lúcifer, Masakado usa seu poder totalmente desperto para remover e assimilar a cúpula envolvente, que apaga Mikado e restaura a luz do dia em Tóquio; reunindo as pessoas de ambos os lados em uma Tóquio unida.[carece de fontes?]

## Desenvolvimento
O desenvolvimento de Shin Megami Tensei IV começou por volta de agosto de 2009, após o término do desenvolvimento de Shin Megami Tensei: Strange Journey (2009) de Nintendo DS, e durou três anos e meio. Depois de ouvir a demanda dos fãs, a Atlus decidiu fazer um quarto jogo numerado na subsérie Shin Megami Tensei, algo não visto no Japão desde o lançamento de Shin Megami Tensei III: Nocturne em 2003. O intervalo de dez anos entre Nocturne e IV ocorreu devido ao fato da empresa ter feito outros títulos de sucesso e não ter tido o tempo hábil de também desenvolver Shin Megami Tensei IV.
Foi pretendido desde o início que Shin Megami Tensei IV seria produzido para uma plataforma portátil, para oferecer conveniência ao jogador, sendo originalmente planejado para ser desenvolvido para o Nintendo DS, usando a engine de Strange Journey, mas eventualmente o desenvolvimento foi movido para o Nintendo 3DS, o que levou à decisão de usar outra engine. A equipe de desenvolvimento, apelidada Team Maniacs, incluía funcionários que haviam trabalhado em jogos anteriores de Shin Megami Tensei juntos de funcionários novatos à série. Haviam diferenças de pensamento entre os dois grupos, o que gerou conflitos. Como exemplo disso, o diretor do jogo, Kazuyuki Yamai, disse que alguns membros da equipe estariam acostumados com jogos contemporâneos com personagens femininas "doces" que "dizem coisas boas" e, como resultado, gostariam de adicionar essa "doçura" a Shin Megami Tensei IV; enquanto isso, Yamai via a série como tendo um conteúdo "amargo" e pensou que não seria possível adicionar esses outros elementos a ela. Além disso, os membros da equipe possuíam visões diferentes do que era Shin Megami Tensei; Yamai achava que os pontos positivos da interpretação de cada membro da equipe deveriam ir para os aspectos do jogo que eles comandavam, mas sem se desviar da "amargura".
O conceito do jogo foi inspirado no sentimento punk que o Shin Megami Tensei original, lançado em 1992 para o Super Famicom, estava emulando quando foi lançado. Kazuma Kaneko, designer de personagens e roteirista da série, criou o cenário original. Ele criou o conceito original do Mikado medieval e da Tóquio moderna: a principal razão para isso era apresentar um contraste de valores entre os habitantes caçadores de demônios de Mikado e o povo de Tóquio, que vive sob o controle dos demônios. Ao construir o cenário do jogo, a equipe de desenvolvimento consultou livros de história para aprender sobre costumes e armaduras medievais. Os demônios que aparecem no jogo foram escolhidos com base em quais chefes apareceriam no cenário; eles também incluíram alguns demônios que eles pensaram que chamariam a atenção dos jogadores e alguns com base em sua popularidade. Enquanto as dungeons de Strange Journey foram projetadas para seguirem uma filosofia "Megami Tensei da velha-guarda", as de Shin Megami Tensei IV foram projetadas para serem semelhantes às de Nocturne. O sistema de batalha Press Turn, introduzido pela primeira vez em Nocturne, foi reformulado. A dificuldade do jogo foi projetada para ser ajustável para atrair novos jogadores a experimentarem a série Shin Megami Tensei, que ganhou a reputação de ter uma dificuldade alta. Também para o benefício dos jogadores mais novos, houve a implementação dum recurso de "fusão recomendada", sistema esse que foi implementado depois de observado que muitos jogadores novatos à série não fundiam seus demônios. A história e a jogabilidade foram projetadas para tentar mudar a opinião da base de jogadores japoneses de que "jogos sociais" eram bons o suficiente e para atrair uma geração mais velha de jogadores.
Eiji Ishida, que trabalhou em Nocturne e Strange Journey, atuou como diretor de arte do jogo. Masayuki Doi desenhou os personagens principais. Doi já havia trabalhado na série antes como designer de ambiente para Nocturne, mas esta foi sua primeira vez como designer de personagens para a série. Ele foi contratado devido ao seu trabalho na série Trauma Center. Os personagens principais foram projetados em torno de certos arquétipos: Jonathan e Walter foram projetados para representar a Lei e o Caos, respectivamente, enquanto Isabeau representa a Neutralidade. Burroughs (uma evolução do companheiro IA de Strange Journey), Isabeau e outras personagens femininas também foram projetadas para serem obstinadas e ter um físico forte, sendo baseadas em "arquétipos femininos fortes". As roupas do protagonista foram criadas para serem bastante insípidas, enfatizando o controle do jogador sobre suas ações e representação. Suas roupas foram projetadas para representar o Reino de Mikado e elementos da vestimenta tradicional japonesa. O design final incluiu uma combinação de elementos de roupas orientais e ocidentais. Suas posturas de batalha e os cabos de suas katanas foram inspirados nos Jedi da franquia Star Wars. O trabalho de design de Doi foi inspirado em designs anteriores de Kaneko. Doi também desenhou os acessórios e equipamentos para o protagonista principal e roupas para metade dos personagens não-jogáveis. Os designs dos demônios foram feitos por vários designers, incluindo Doi, Keita Amemiya, Yoshihiro Nishimura e Kyouma Aki; como o diretor do jogo Kazuyuki Yamai gostava de Super Sentai e Kamen Rider e pretendia ter alguns demônios combinando com os designs de Kaneko e alguns inspirados na série Ultraman, vários dos designers de demônios escolhidos eram artistas de tokusatsu. Os artistas receberam materiais para entender os antecedentes mitológicos dos demônios, mas foram livres para fazerem seus designs de acordo com suas próprias interpretações.

### Música
A música de Shin Megami Tensei IV foi composta e arranjada principalmente por Ryota Kozuka, com composições adicionais de Kenichi Tsuchiya e Toshiki Konishi. O trabalho da equipe teve início no final do período de desenvolvimento do jogo e durou cerca de um ano. Eles originalmente estabeleceram um limite para o número de faixas a pedido de Yamai, mas à medida que o trabalho avançava, o número de faixas aumentou. Motivos musicais de jogos anteriores de Shin Megami Tensei também foram incorporados para adicionar um ar de familiaridade para os fãs da série. Uma trilha sonora de quatro CDs foi lançada no Japão em fevereiro de 2014 pela Mastard Records. Alcançou a 64.ª posição nas paradas da Oricon e permaneceu nas paradas por duas semanas.

## Lançamento e recepção
Em sua primeira semana de lançamento no Japão, o jogo liderou as vendas semanais com mais de 188 mil cópias vendidas, ultrapassando Kamen Rider: Battride War, jogo exclusivo de PlayStation 3, e a versão de PlayStation 3 de Resident Evil: Revelations, ambos do mesmo ano de 2013. Em uma avaliação posterior, Shin Megami Tensei IV foi citado como o segundo título mais vendido da história recente da Atlus, marcando a melhor primeira semana de um jogo da Atlus desde 2008, quando Persona 4 vendeu cerca de quatro mil cópias a mais durante o mesmo período. No final de 2013, o jogo vendeu pouco mais de 251 mil cópias no Japão e foi o 30.º jogo eletrônico mais vendido do ano no país. Em janeiro de 2014, o jogo atingiu a marca de 90 mil cópias vendidas nos Estados Unidos desde seu lançamento em julho e, em julho de 2015, foram vendidas mais de 600 mil cópias em todo o mundo.
O título recebeu críticas positivas no Japão e internacionalmente. O agregador de notas Metacritic deu a ele uma classificação de 83 de 100 com base em 48 críticas. O sistema de batalha recebeu elogios unânimes:  sites como IGN e Eurogamer citaram o sistema de batalha como altamente agradável apesar dos picos de dificuldade e elogiaram o jogo fazendo concessões para os novatos. Os sistemas de negociação e fusões também foram elogiados, com vários críticos observando-os como divertidos e uma melhoria em relação às versões de títulos anteriores. Um aspecto da jogabilidade que foi recebido com criticismo foi a navegação pelo overworld, que foi considerado difícil de seguir ou mal projetado. Em uma análise retrospectiva, a Nintendo Blast destacou o aspecto punitivo apresentado na porção inicial do jogo.
A história e os personagens tiveram uma recepção mista: enquanto o Destructoid foi geralmente positivo, outras análises, como a do Eurogamer e do Game Informer, sentiram que os personagens estavam lá apenas para representar os caminhos morais do jogador. IGN, Joystiq e GameSpot foram bastante negativos sobre eles, chamando-os de irritantes ou esquecíveis. O RPGamer complementa ao avaliar que histórias focadas nos personagens, cujas personalidades conduzem o jogador a cada um dos alinhamentos morais possíveis, foram melhor executadas nos antecessores Nocturne e Strange Journey. Os gráficos, embora elogiados por alguns críticos, às vezes eram vistos como "insossos" ou "de baixa qualidade".

## Legado
Uma continuação, intitulada Shin Megami Tensei IV: Apocalypse [en], foi lançada para o Nintendo 3DS em 2016. Ela apresenta basicamente a mesma jogabilidade de seu antecessor com algumas mudanças, apresenta um novo conjunto de personagens, incluindo novo protagonista, em adição aos personagens que retornam do jogo anterior, e conta uma história que serve como uma versão alternativa de eventos no mesmo mundo. Uma edição física especial intitulada Double Hero Pack, que contém a duologia Shin Megami Tensei IV, foi lançada em abril de 2018 no Japão.
Uma antologia de quadrinhos, intitulada Shin Megami Tensei IV: Dengeki Comic Anthology, foi lançada em agosto de 2013. Já em 2015, duas séries de mangás baseadas no jogo foram lançadas: Shin Megami Tensei IV: Demonic Gene e Shin Megami Tensei IV: Prayers. Um livro reunindo artes do jogo, chamado Shin Megami Tensei IV: Official Artworks no lançamento para língua inglesa, foi publicado em 2013 no mercado japonês e em 2016 em Canadá, Estados Unidos e Reino Unido. Roupas baseadas nos trajes usados pelos personagens de Shin Megami Tensei IV foram disponibilizadas como conteúdo baixável em Persona 5 em 2017.
Diversos integrantes da equipe que desenvolveu Shin Megami Tensei IV retornaram para o desenvolvimento de outros jogos da Atlus: Kazuyuki Yamai voltou como produtor da sequência Shin Megami Tensei IV: Apocalypse e de  Shin Megami Tensei V (2021) e como diretor da remasterização de Shin Megami Tensei III: Nocturne, lançada em 2020; Masayuki Doi foi o designer de personagens de Apocalypse, Shin Megami Tensei: Strange Journey Redux (2017) e Shin Megami Tensei V; o programador Satoshi Ōyama recebeu o papel de diretor de Apocalypse; o compositor Ryota Kozuka trabalhou em músicas tanto para Apocalypse quanto para os jogos de ritmo Persona 4: Dancing All Night (2015), Persona 3: Dancing in Moonlight (2018) e Persona 5: Dancing in Starlight (2018), além de ter trabalhado na trilha sonora de Persona 5 (2016) e em Shin Megami Tensei V.